# Corbeaux sur un arbre
Corbeaux sur un arbre ou L'arbre aux Corbeaux (en allemand : Krähen auf einem Baum) est un tableau du peintre allemand Caspar David Friedrich, réalisé en 1822.

## Description
Le tableau est une peinture à l'huile sur toile, mesurant 54 cm de hauteur sur 71 cm de largeur. 
Au premier plan se trouvent des arbres couchés, déformés par le vent et dépourvus de feuilles. Au centre, un grand arbre s'élève jusqu'au haut du tableau : ses branches ont de plus en plus de ramifications, sa forme n'est pas régulière, il est sinueux. À gauche du tableau, on peut observer une étendue d’eau.  
Au second plan de l’œuvre une colline de verdure surélevée est représentée derrière l'arbre.
A l’arrière-plan, on voit un  ciel nuageux. Des oiseaux, au loin, sont représentés en plein vol.
Au niveau des couleurs, il y a un dégradé : le bas est sombre alors que le haut est dans des teintes claires de rose pastel.

### Interprétation
Les arbres couchés et dénudés, les corbeaux ainsi que les couleurs sombres de la partie inférieure du tableau symbolisent la mort. À l'arrière plan, le ciel représente la liberté, la vie après la mort. Sur terre, à l'état naturel, la mort est omniprésente alors que la lumière provenant du ciel illustre l'espoir d'un au delà propice.
Ce tableau illustre le mouvement romantique auquel appartient le peintre.

## Historique
Caspar David Friedrich peint Corbeaux sur un arbre en 1822. Dans le Dictionnaire amoureux du Louvre (Paris, Plon, 2007), on retrouve l’anecdote suivante : « Entre 1940 et 1945, L’Arbre aux corbeaux était exposé au Folkwang Museum d’Essen. Ses propriétaires, une famille juive qui avait émigré aux États-Unis, le récupérèrent après la guerre. En 1975, à la mort d’un des descendants, le tableau fut mis en vente à la condition expresse qu’il ne retourne plus en Allemagne. Peter Nathan (1925-2001), un marchand et collectionneur zurichois d’origine allemande, l’offrit en priorité au Louvre. ». Le tableau est ainsi désormais exposé au musée du Louvre à Paris. Il fait partie des collections du Département des Peintures et porte le numéro d'inventaire RF 1975-20,.